# Stefansdomen
Stefansdomen är Wiens katolska domkyrka, belägen vid Stephansplatz. 
Kyrkan är vigd åt Sankt Stefan, som brukar kallas "den förste martyren". Kyrkobyggnaden är övervägande i gotisk stil, men har vissa romanska drag.

## Historia

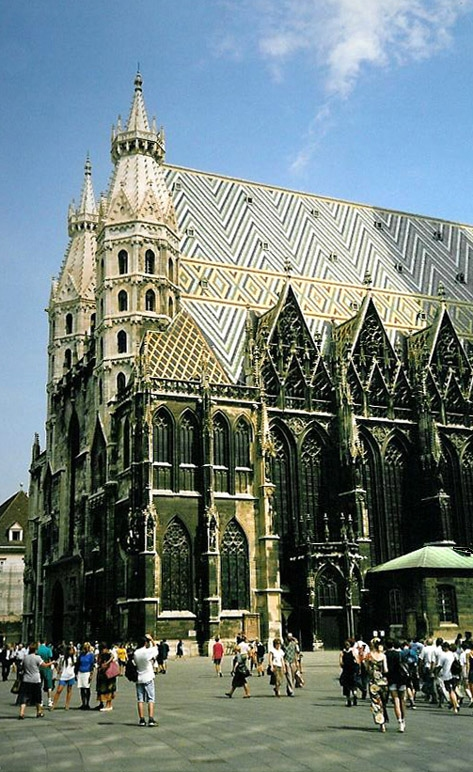
De gamla romanska tornen.

Den första romanska kyrkan byggdes ursprungligen 1147 som en församlingskyrka och invigdes av biskopen av Passau. Den andra kyrkan uppfördes år 1230 på samma plats. Det enda som är kvar efter 1200-talskyrkan är de två tornen vid ingången. 1359 började man bygga mittgången, de södra valvbågarna och den höga tornspiran.
Under de ryska bombningarna över staden under andra världskriget skadades Stefansdomen allvarligt 12 april 1945, men byggdes snart upp igen. Den räddades från avsiktlig förstörelse av retirerande tyska styrkor då kapten Gerhard Klinkicht ignorerade Sepp Dietrichs order att "avlossa hundra granater och lämna den i spillror och aska".

## Exteriör
Den romanska och gotiska katedralen är 107 meter hög och 34 meter bred. Sot som ansamlats under århundradena har på senare tid avlägsnats och förändrat kyrkan från en svart byggnad till en vit.

### Torn
Det massiva sydtornet på 137 meter syns tydligt i Wien och kallas kärleksfullt Steffl av wienborna. Det tjänade som huvudsakligt utsikts- och fäste för försvaret av staden under Belägringen av Wien 1529 och återigen under den andra belägringen 1683. Det är en symbol för Wien på samma sätt som Eiffeltornet är för Paris. Det tog 65 år att färdigställa tornet, mellan 1368 och 1433, och det hyser en bostad för väktare som under århundraden (fram till 1955) bemannade tornet för att kunna ringa i dess klockor vid brand. 
Det norra tornet, som var tänkt att bli ett tvillingtorn till det södra, har ännu inte byggts färdigt och är bara hälften så högt; 68 meter. Det fick ett tillfälligt krön som wienborna kallar "vattentornskrönet", då bygget av tornet gjorde ett uppehåll 1511. Färdigställandet av tornet har ännu inte återupptagits. 
På höger och vänster sida om huvudingången står två romerska torn som är omkring 65 meter höga. De kallas "romerska" (heidnischen på gammal wiendialekt) eftersom de byggdes av spillror från byggnader som romarna byggde då de ockuperade staden. I dem finns kapell i två våningar, och även om det södra, romerska tornet förlorade sina klockor under andra världskriget, är det norra fortfarande ett fungerande klocktorn.

### Taket

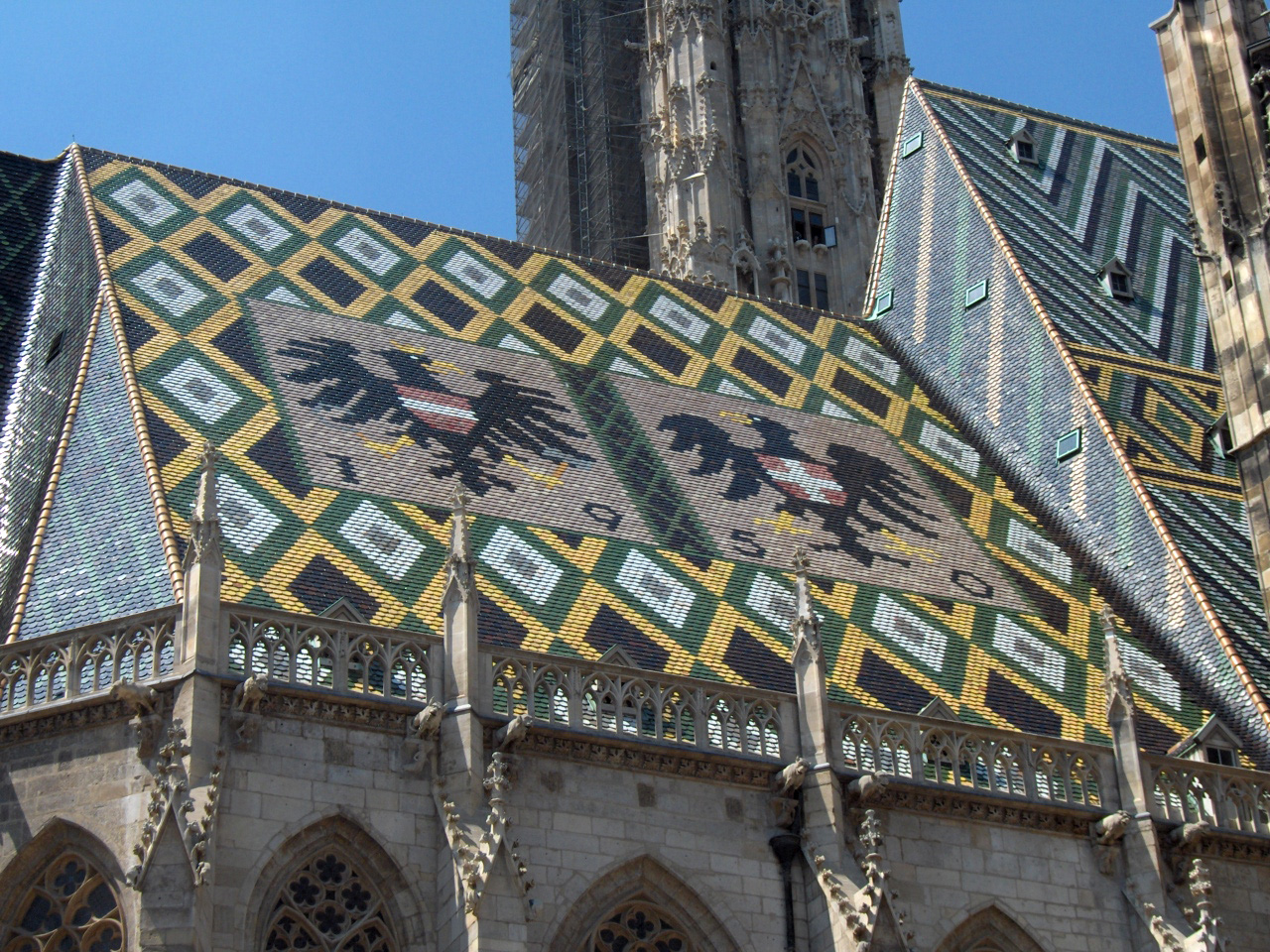
Stefansdomens mönstrade tak på norra sidan

En prydnad på Stefansdomen är dess ornamenterade mönstrade, färgstarka tak, 110 meter långt och täckt av 230 000 glaserade tegelpannor. Ovanför koret i södra delen av byggnaden formar takpannorna en mosaik av den tvehövdade örnen som var en symbol för det rike som styrde Wien genom Habsburgdynastin, och på den norra sidan avbildar takpannornas mosaik två örnar som utgör staden Wiens stadsvapen och republiken Österrikes vapen. 1945, under andra världskriget, skadades taket och att ersätta det med stommar i trä för ett så stort tak (det höjer sig 38 meter över väggarna) skulle ha krävt en hel kvadratkilometer skog så över 600 ton stålstommar användes istället. Taket är så brant (det lutar 80 grader på vissa ställen), att det rengörs av regnet och aldrig täcks av snö.

### Klockor
Katedralen har 23 kyrkklockor. 
Den största är officiellt uppkallad efter Jungfru Maria, men kallas vanligen Pummerin och hänger i norrtornet. Med sina 20 130 kg är det den största kyrkklockan i Österrike och den tredje största i EU (efter den drygt 24000 kg tunga Sankt Petersglocke i Kölnerdomen och klockan Maria Dolens eller Campana dei Caduti i Italien, se artikeln Lista över Europas största klockor). Ursprungsklockan göts 1711 av beslagtagna muslimska kanoner, och göts om 1951 delvis av ursprungsmetallen efter att klockan rasat ned i golvet då dess trästomme brann under branden 1945. Den nya klockan har en diameter på 3,14 meter och var en gåva från Oberösterreich. Den ljuder endast vid några särskilda tillfällen varje år, däribland vid nyår. Det finns även tre andra klockor i detta torn, men de är äldre och används inte längre. 
Ett klockspel av elva elektroniskt styrda klockor gjutna 1960, hänger i det södra tornet. De används, som ersättning för andra antika klockor som också gick förlorade i branden 1945, under gudstjänster. Fyra av dem används vid en vanlig mässa; och antalet ökar till så många som tio under större högtider, och den elfte och största används då kardinalen, ärkebiskopen av Wien är närvarande. 
Klockorna är uppkallade efter olika personer. Från den största till den minsta heter de Sankt Stefan (5 700 kilogram), Sankt Leopold (2 300 kilogram), Sankt Kristofer (1 350 kilogram), Sankt Leonhard (950 kilogram), Sankt Josef (700 kilogram), Sankt Peter Canisius (400 kilogram), St. Pius X (280 kilogram), Alla helgon (200 kilogram), St. Clement Maria Hofbauer (120 kilogram), St. Michael (60 kilogram), och St. Tarsicius (35 kilogram). I det högsta tornet finns även Primglocke och Uhrschälle (gjutna 1449), som slår varje timme.
Det norra romerska tornet har sex klockor, varav fem göts 1772, som ringer in aftonbön och begravningar. De är uppkallade efter sina ursprungsfunktioner: Feuerin ("brandalarm" men används nu för aftonbön) gjuten 1859, Kantnerin (ringer efter kantorerna till mässan), Feringerin (används för söndagarnas högmässa), Bieringerin ("ölringaren" för sista beställningen på krogarna), Arma själar (begravningsklockan), och Churpötsch (donerad av den lokala kurian för att hedra Maria Pötsch-ikonen i katedralen).
Branden 1945 förstörde klockorna som hängde i det södra romerska tornet. .
Det sägs att kompositören Ludwig van Beethoven insåg att han var totalt döv då han såg fåglar flyga ut ur klocktornet på grund av klockorna slog, men att han inte kunde höra kyrkklockorna.

### Väggfasta inventarier
Längs katedralens yttre vägg kan följande ses: 
- platsen där Wolfgang Amadeus Mozarts lik välsignades efter begravningen i kyrkan.
- den utomhuspulpet där Giovanni da Capistrano predikade för ett korståg 1454 för att hålla tillbaka muslimska invasioner av det kristna Europa.
- en krucifixfigur som wienborna kärleksfullt kallar "Kristus med tandvärk", på grund av det plågade uttrycket i ansiktet.
- flera andra minnesmärken, sedan den tid då området utanför katedralen var en begravningsplats.
- ett nyligen renoverat 1500-talssolur på en strävbåge vid det sydvästra hörnet.

## Interiör

### Altare
Det finns 18 altare i huvuddelen av kyrkan och fler i olika kapell. Högaltaret och Wiener Neustädt-altaret är de mest kända. 

#### Högaltaret
Det första blickfånget för alla besökare är högaltaret i fjärran som byggdes under sju år från 1641 till 1647 som del av den första delen av förändringen i kyrkan i barockstil. Altaret byggdes av Tobias Pock på order av Wiens biskop Philipp Friedrich Graf Breuner med marmor från Polen, Steiermark och Tyrolen.
Altaruppsatsen föreställer steningen av kyrkans skyddshelgon Sankt Stefanus. Den ramas in av figurer av näraliggande områdens skyddshelgon: helgonen Leopold, Florian, Sebastian och Rochus, och kröns av en staty av Maria som drar betraktarens blick mot en skymt av himmelriket där Kristus väntar på Stefanus, den förste martyren att stiga upp från nedan.

#### Wiener Neustadt-altaret
Detta altare i slutet av den vänstra gången byggdes 1447 på kejsar Fredrik III:s order, vars grav ligger på motsatt sida. På predellan står hans kända A.E.I.O.U.-motto. 
Fredrik beställde det från det cisterciensiska klostret i Viktring (nära Klagenfurt) där det förblev fram till klostret stängdes 1786 som del av kejsar Josef II:s antikyrkliga reformer. Det sändes då till det cisterciensiska klostret i Stift Neukloster (grundat av kejsar Fredrik III) i staden Wiener Neustadt, och såldes slutligen 1885 till Stefansdomen efter att Wiener Neustadtklostret stängts efter att ha gått samman med Heiligenkreuzklostet. 
Ett projekt för att renovera altaret startade vid hundraårsjubileet, 1985, och tog, huvudsakligen på grund av den stora ytan (100 kvadratmeter), 20 år, 10 konservatorer, 40 000 arbetstimmar och 1,3 miljoner euro att färdigställa. 
Altaruppsatsen består av två triptyker, den övre fyra gånger så stor som den undre. Då de lägre panelerna öppnas visas det gotiska gallerförsedda utrymme ovanför altaret där reliker tidigare förvarades.
På vardagar är de fyra panelerna stängda och visar en målad gråbrun avbildning av 72 helgon. På söndagar öppnas de och då syns förgyllda träfigurer som visar händelser ur Jungfru Marias liv.

### Maria Pócs (Maria Pötsch) -ikonen
Denna ikon i bysantinsk stil föreställande Jungfru Maria med jesusbarnet hängde ursprungligen i den grekisk katolska kyrkan i den ungerska staden Pócs (uttalas Pötsch), från vilken den fått sitt namn. Staden bytte namn till Máriapócs på grund av ikonen. Efter två mirakulösa händelser 1696 då modern på bilden ska ha gråtit äkta tårar, beordrade kejsar Leopold I, kung av Ungern, att den skulle tas till Stefansdomen där den skulle vara säker från de muslimska arméer som då fortfarande kontrollerade stora delar av Ungern. Sedan den ankommit 1697 efter en fem månader lång resa, beställde kejsarinnan Eleonora Magdalena av Pfalz-Neuburg Rosa Mysticaramverket till den och kejsaren beordrade personligen att ikonen skulle placeras nära högaltaret i kyrkans främre del, där den stod ända fram till 1945. Sedan dess har den haft ett annat ramverk, ovanför ett altare under en medeltida stenbaldakin nära mittskeppets sydvästra hörn — där många brinnande ljus visar på dess stora betydelse, särskilt bland ungrare. 
Ikonen, som är 50 cm gånger 71 cm beställdes 1676 av målaren Istvan Papp av Laszlo Csigri då han frigetts som krigsfånge från turkarna som vid denna tid invaderat Ungern. Kanske klarade Csigri inte betala avgiften på 6 dukater, eftersom ikonen donerades till kyrkan i Pócs av Laszlo Hurta.

### Predikstol

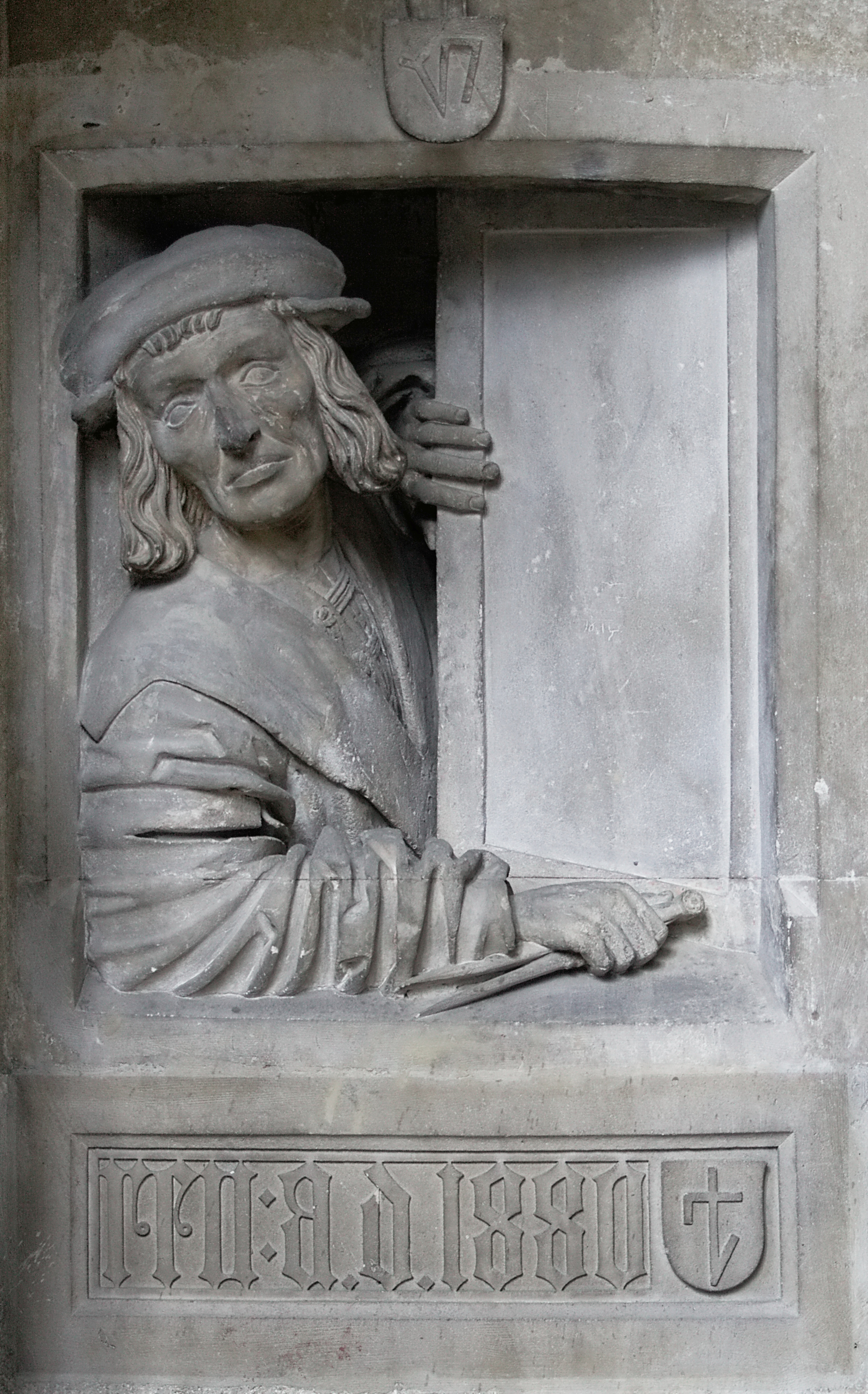
Fenstergucker. Lägg märke till stämjärnet i personens hand och stenhuggares signatur på skölden ovanför fönstret, vilket leder till att detta kan vara ett självporträtt av skulptören.

Predikstolen i sten är ett mästerverk i sengotik. Man ansåg länge att det var Anton Pilgram som skapat den, idag menar man att det är större sannolikhet att Niclaes Gerhaert van Leyden är den stenhuggare som skapat den. För att predikan på det lokala språket skulle höras bättre under en tid utan mikrofoner och högtalare är predikstolen placerad mot en pelare ute i mittskeppet, snarare än i absiden framme i kyrkan. 
Predikstolens sidor slår ut som stiliserade blomblad från den stöttande stammen. På dessa gotiska blomblad finns reliefporträtt av de fyra ursprungliga kyrkolärarna (St. Augustinus, St. Ambrosius, St. Gregorius den store och St. Hieronymus), alla fyra i olika stadier i livet. 
Trappräcket, som slingrar sig runt pelaren från marknivå upp till predikstolen, är dekorerat med paddor och ödlor som biter varandra, som en symbol för striden mellan gott och ont. I slutet av trappan vaktar en stenvalp predikaren från inkräktare. 
Nedanför trapporna finns en av kyrkans mest älskade symboler: ett självporträtt i sten som glor (tyska "gucken") ut från ett fönster (ty. "fenster") och är därför känd som Fenstergucker.

### Gravar
Det har alltid varit en ära att bli begraven inne i kyrkan, med närheten till de helgon vars reliker förvarades där. De inte lika ärorika begravdes nära, men utanför kyrkan. Sedan urminnes tider är Stefansdomen omgiven av begravningsplatser, och har sedan romersk tid hyst kvarlevor efter berömda personer och vanligt folk. 

#### Markplan
I katedralen finns gravar över:
- Fredrik III, (21 september 1415 - 19 augusti 1493) under vars regering Wien fick sin egen biskop. Hans motto "A.E.I.O.U." blev synonymt med Österrike. Den byggdes under 45 år, och påbörjades 25 år före kejsarens död. Sarkofagen är huggen ur ovanligt djupröd marmor från Adnetstenbrottet. Locket till sarkofagen, som höggs ut av Niclaes Gerhaert van Leyden, visar kejsar Fredrik i sina kröningsregalier inramad av vapen från alla sina besittningar. Det finns 240 statyer på graven och den är ett fint exempel på medeltida skulpturkonst. Den syns tydligt i katedralens sydöstra hörn.
- Eugen av Savojen, (16 oktober 1663 – 24 april 1736) befälhavare över de kejserliga styrkorna under det spanska tronföljdskriget och andra för att hålla tillbaka muslimska invasioner. Hans valv ligger i det stora kapell som uppkallats efter honom, i det nordvästra hörnet av katedralen. Kapellet har flera andra namn, däribland Korsets kapell. Skägget på den korsfäste Kristus är av riktigt hår.

#### Katakomberna
Då benkammaren och åtta begravningsplatser vid Stefansdomens bak- och sidoväggar stängdes på grund av ett utbrott av böldpest 1735) flyttades benen därifrån till katakomber under kyrkan. Begravningar direkt i katakomberna förekom fram till 1783, då en ny lag förbjöd de allra flesta begravningar inom staden. Kvarlevorna efter mer än elvatusen människor finns i katakomberna (som kan besökas).

#### Biskopskryptan
Den senaste gravsättningen i denna krypta (färdigställd 1952) under det södra koret, var kardinal Franz Königs 2004.

## Bevarande och restaurering
Bevarande och reparation av den medeltida katedralens struktur har varit en oavbruten process sedan den uppfördes 1147. 
Den porösa kalkstenen utsätts för nedbrytning, men att täcka den med ett lager av silkon skulle helt enkelt fånga fukten inne i stenen och få den att spricka ännu fortare då vattnet fryser. Den permanenta Dombauhütte använder de senaste vetenskapliga teknikerna (som lasertvättning av känsliga delar av verken i sten) och undersöker en process som skulle kunna impregnera håligheterna inuti stenen med något som skulle kunna hindra vatten att ta sig in. 
Det just nu mest synliga restaureringsprojektet är den mångåriga reparationen av den höga sydtornet, där byggnadsställningar ställts upp. Reklaminkomster från annonser på dessa gav lite intäkter till ombyggnaden, men reklam på katedralen var kontroversiellt och har därför upphört.
Systematisk rengöring av interiören fortsätter successivt runt väggarna, och en utomhusrelief av Jesus i Getsemane har renoverats. 
Nyligen har ett stort projekt, som besökare i Stefansdomen väntat på sedan 1147, avslutats: bättre uppvärmning av kyrkan under vintern. Tidigare system, med eldstäder, ledde till sot och smörja på konstverken, men det nya systemet använder anordningar på flera olika platser så det är mindre luftströmmar som kan bära skadande partiklar. Kyrkan är nu uppvärmd till omkring 10° C.
Några av byggnadsritningarna från medeltiden finns på 4,5 meter långa papper som är för sköra att hantera. Lasermätningar av den uråldriga katedralen har nu gjorts så att en digital tredimensionell virtuell modell av kyrkan finns i dess datorer, och mer detaljerade moderna planer kan skrivas ut när man så önskar. Då originalverk i sten behöver bytas ut för att repareras kan det datoriserade systemet skapa modeller i verklig storlek för att hjälpa de nio heltidsanställda stenhuggarna i verkstäderna längs katedralens norra vägg. 